# Северный (Крым)
Се́верный (до начала 1960-х годов Лугово́е, до 1948 года Пусурма́н 2-й; укр. Сєвєрний, крымскотат. Ekinci Pusurman, Экинджи Пусурман) — исчезнувший посёлок в Джанкойском районе Республики Крым, располагавшееся на севере района, в степной части Крыма, у берега осыхающего залива Сиваша, примерно в 6,5 км к западу от современного села Рюмшино.

## История
Посурман 2-й впервые в доступных источниках встречается в Статистическом справочнике Таврической губернии 1915 года, согласно которому на хуторе Богемской волости Перекопского уезда числилось 3 двора с населением в количестве 28 человек «посторонних» жителей, из которых 10 мужчин и 18 женщин. При хуторе числилось 300 десятин удобной земли.
После установления в Крыму Советской власти, по постановлению Крымревкома от 8 января 1921 года № 206 «Об изменении административных границ» была упразднена волостная система и в составе Джанкойского уезда был создан Джанкойский район. В 1922 году уезды преобразовали в округа. 11 октября 1923 года, согласно постановлению ВЦИК, в административное деление Крымской АССР были внесены изменения, в результате которых округа были ликвидированы, основной административной единицей стал Джанкойский район и село включили в его состав. Согласно Списку населённых пунктов Крымской АССР по Всесоюзной переписи 17 декабря 1926 года, в селе Посурман II, в составе упразднённого к 1940 году Тереклынского сельсовета Джанкойского района, числилось 11 дворов, все крестьянские, население составляло 53 человека, из них 52 русских и 1 украинец. На подробной карте РККА северного Крыма 1941 года в Пасурмане 2-м отмечено 4 двора.
В 1944 году, после освобождения Крыма от фашистов, 12 августа 1944 года было принято постановление № ГОКО-6372с «О переселении колхозников в районы Крыма» и в сентябре 1944 года в район приехали первые новоселы (27 семей) из Каменец-Подольской и Киевской областей, а в начале 1950-х годов последовала вторая волна переселенцев из различных областей Украины. С 25 июня 1946 года Посурман в составе Крымской области РСФСР. Указом Президиума Верховного Совета РСФСР от 18 мая 1948 года, Пасурман 2-й переименовали в Луговое. 26 апреля 1954 года Крымская область была передана из состава РСФСР в состав УССР. Время включения в Целинный сельсовет пока не установлено: на 15 июня 1960 года село уже числилось в его составе. К 1968 году Луговое переименовано в посёлок Северный и в тот же период посёлок Северный Целинного сельсовета был упразднён (согласно справочнику «Крымская область. Административно-территориальное деление на 1 января 1968 года» — в период с 1954 по 1968 год).